# Danske Handicaporganisationer
Danske Handicaporganisationer (DH) arbejder for, at mennesker med handicap kan leve et liv som alle andre: Deltage, bidrage og være en del af fællesskabet. DH er fælles talerør for 35 handicaporganisationer og repræsenterer alle typer handicap. Paraplyorganisationen blev stiftet i 1934 under navnet De Samvirkende Invalideorganisationer.
DH har fokus på handicappolitik og særligt inden for beskæftigelse, uddannelse, sundhed, tilgængelighed og socialområdet. DH arbejder både lokalt, nationalt og internationalt for mere inkluderende samfund, så mennesker med handicap bliver en del af fællesskabet.
Thorkild Olesen er formand for Danske Handicaporganisationer. Han er selv blind og tiltrådte som formand i 2014. DH holder til i verdens mest tilgængelige kontorhus Handicaporganisationernes Hus i Høje Taastrup.
DH har 97 lokalafdelinger fordelt i alle kommuner undtagen én. Desuden er DH aktiv i FN, EU og dansk udviklingsarbejde.

## Medlemsorganisationer
DH har 35 medlemsorganisationer, der til sammen har mere end 340.000 medlemmer.
Medlemsorganisationerne er:
- ADHD-foreningen
- Astma-Allergi Danmark
- Cystisk Fibrose Foreningen
- Danmarks Bløderforening
- Dansk Blindesamfund
- Dansk Cøliaki Forening
- Dansk Fibromyalgi-Forening
- Dansk Handicap Forbund
- Dansk Landsforening for Hals- og Mundhuleopererede (DLHM)
- Danske Døves Landsforbund
- Diabetesforeningen
- Epilepsiforeningen
- Foreningen Danske DøvBlinde
- Gigtforeningen
- Hjernesagen
- Hjerneskadeforeningen
- Høreforeningen
- Landsforeningen Autisme
- Landsforeningen LEV
- Leverforeningen
- Lungeforeningen
- Muskelsvindfonden
- Nyreforeningen
- Ordblinde/Dysleksiforeningen i Danmark
- Osteoporoseforeningen
- Parkinsonforeningen
- Psoriasisforeningen
- Sammenslutningen af Unge Med Handicap
- Scleroseforeningen
- SIND - Landsforeningen for psykisk sundhed
- Spastikerforeningen
- Stammeforeningen i Danmark (FSD)
- Stofskifteforeningen
- Stomiforeningen COPA
- UlykkesPatientforeningen